# 川崎泰輔
川崎 泰輔(かわさき たいすけ 1987年10月22日 - )は、日本の俳優である。現在、舞台を中心に活動している。愛称は、たいちゃん。
神奈川県秦野市出身。

## 人物
- てんびん座、AB型。左利きであるが、お箸・サッカー・テニスなどは右である。
- 戦隊ものに憧れて、俳優を目指す。
- 性格は、ポジティブでマイペース。負けず嫌いな一面も。
- 連載当初から『ONE PIECE』が好きで、作者の尾田栄一郎に憧れている。また、ONE PIECEのフィギュアも好き。好きなキャラクターは、モンキー・D・ルフィ。稽古着や小物もONE PIECEで揃えている。将来は、ONE PIECEに関わる仕事、また声優をするのが夢。
- 好きな食べ物は、肉料理とお酒。
- 家族構成は、父・母・妹・ペット。実家は、神奈川県で陶器店を営んでいる。
- 座右の銘は『苦難上等』。
- 好きなアーティストは、スピッツ。
- 小学生から高校生まで、絵画教室に通っていた。
- 神奈川県立伊志田高等学校卒業。中学、高校時代は、野球部に所属。
- 産業能率大学卒業。大学では経営学を学び、在学中にいろんな資格を取る。テニスサークルとスキー同好会に入り、スキー同好会では会長を務める。
- 秦野市スキー協会で役員をしている父を持ち、幼少からスキーを始め、高校2年生でSAJ1級を取得。自身も秦野市スキー協会に所属し、新潟かぐらスキー場にてインストラクターの経験もある。
- 舞台を観に来た人は、自然体な演技に魅了されファンになる人も多い。

## 主な出演履歴

### 映画出演
- 『白夜行』(2010年5月)‐生徒役
- 『マイ・バック・ページ』(2010年6月)‐学生運動家役

### TV出演
- 親子漫才再現VTR(2010年5月)‐藤原同僚役
- 『美丘』(2010年6月、日本テレビ)‐大学生役
- 『サイン (2011年の日本のテレビドラマ)』(2010年10月、関西テレビ)‐学生役
- 『弁護士・森江春策の事件3』(2011年6月、テレビ朝日)‐傍聴人役

### CM出演
- 『総務省国勢調査』(2011年6月)‐大学生役
- 『キリンノンアルコールビールフリー』(2011年2月)

### その他
- 『英検3級二次試験・面接完全予想問題　付録DVD』(旺文社)‐受験生

### 舞台
- Asfeel「くもの巣」(2010年9月)
- A-LIGHT「男・運」(2011年3月)
- sol lancher 「きもだめし」(2011年9月)
- ☆A・P・B-Tokyo 「盲人書簡」(2011年11月)
- 劇団空感エンジン第5回本公演「ロンリー」(2012年2月)
- Asfeel「ralation ties 〜僕が今にいる奇跡〜」(2012年3月)
- 劇団空感エンジン「LIFE 〜午後になったら好きなことをしよう〜」(2012年9月)
- 劇団空感エンジン「飯田家の最期」(2012年10月)
- Asfeel「はいすく〜る高校2 〜愛し合ってる？〜」(2012年11月)
- 劇団空感エンジン「それゆけ！遠山一家 〜龍之介、自由な空を思う〜」(2013年1月)
- Asfeel「はいすく〜る高校3 〜友情〜」(2013年3月)
- 劇団空感エンジン「LIFE 〜思い出す風景にある光〜」(2013年6月)
- 劇団空感エンジン「男の60分」(2014年3月)
- 劇団空感エンジン「LIFE 〜誰かのために祈るとき」(2014年5月)